# Verte
Verte es una productora de televisión española fundada por el grupo Atresmedia cuyo objetivo es centrar su actividad en el desarrollo de espacios de entretenimiento y en producir formatos de branded content.
Por otro lado, también es una televisión local de Madrid perteneciente a Atresmedia. Inició sus emisiones el día 4 de septiembre de 2006 en la TDT local de Madrid y posteriormente en Sevilla en Andalucía. Además renunció a una licencia otorgada en la demarcación de Cornellà de Llobregat, provincia de Barcelona. El canal dejó de emitir a la medianoche del 1 de enero de 2017 tras finalizar el contrato de licencia.

## Verte como productora
Verte es una productora low cost de Atresmedia que se dedica a crear, desarrollar y realizar formatos para televisión, publicidad, Internet… Esta productora está especializada en Branded Content. Por otra parte, Ver-T produce programas para las cadenas de Atresmedia Televisión y Castilla-La Mancha Televisión, además de gestionar la agencia de noticias V-News.

## Ver-T como canal de televisión
Ver-T fue un canal local de TDT que emitía en Madrid y Sevilla perteneciente a Atresmedia. El 1 de enero de 2017 cesaron sus emisiones y empezó a emitir en su lugar Libertad Digital TV.

### Programación del canal de televisión
La programación del canal consistía en reposiciones de antiguos programas o series de Antena 3 como Pelopicopata, Estoy por ti, A mano y Homo Zapping (programas) y Hermanos de leche, Canguros y Manos a la obra (series) completando la programación con teletienda.
Entre los programas propios destacaban Ver-Cine, Mirar-T, ¿Hablamos?, Encantados de Ver-T y Cámara de Guardia, pero estos, al igual que las series y programas, se repetían constantemente a lo largo del día. 
Por las mañanas de lunes a viernes de 6:00h a 10:00h se podía ver en directo el programa "Lo mejor que te puede pasar" de Melodia FM, presentado por Nuria Roca.

### Emisoras terrestres

#### Locales
- Andalucía:
  - Ver-T Andalucía (dem. Sevilla Mux:54)
- Madrid
  - Ver-T Madrid (dem. Alcalá de Henares Mux:46, Alcobendas Mux:51, Fuenlabrada Mux:42 y Madrid Mux:50)